# Liste der Bodendenkmäler in Soyen
Auf dieser Seite sind die Bodendenkmäler in der oberbayerischen Gemeinde Soyen zusammengestellt. Diese Tabelle ist eine Teilliste der Liste der Bodendenkmäler in Bayern. Grundlage ist die Bayerische Denkmalliste, die auf Basis des Bayerischen Denkmalschutzgesetzes vom 1. Oktober 1973 erstmals erstellt wurde und seither durch das Bayerische Landesamt für Denkmalpflege geführt wird. Die folgenden Angaben ersetzen nicht die rechtsverbindliche Auskunft der Denkmalschutzbehörde.

## Bodendenkmäler der Gemeinde Soyen

### Bodendenkmäler in der Gemarkung Schlicht
| Lage                | Objekt | Akten-Nr.     | Bild |
| ------------------- | --- | ------------- | ---- |
| Schlicht (Standort) | Burgstall des hohen und späten Mittelalters (Burg Königswart). Siehe auch: Burgstall Königswart                               | D-1-7839-0050 |      |
| Schlicht (Standort) | Verebnete Grabhügel und Siedlung vor- und frühgeschichtlicher Zeitstellung.                                                   | D-1-7839-0051 |      |
| Schlicht (Standort) | Verebnete Grabhügel vorgeschichtlicher Zeitstellung.                                                                          | D-1-7839-0052 |      |
| Schlicht (Standort) | Untertägige frühneuzeitliche Befunde und Funde im Bereich der Kapelle St. Koloman bei Frauenholzen (heute Ortsteil Schlicht). | D-1-7839-0116 |      |
| Schlicht (Standort) | Burgstall des Mittelalters und der frühen Neuzeit (Hohenburg). Siehe auch: Burgstall Hohenburg (Soyen)                        | D-1-7939-0059 |      |

### Bodendenkmäler in der Gemarkung Soyen
| Lage             | Objekt | Akten-Nr.     | Bild |
| ---------------- | --- | ------------- | ---- |
| Soyen (Standort) | Untertägige mittelalterliche und frühneuzeitliche Befunde und Funde im Bereich der Katholischen Pfarrkirche St. Peter und Paul in Soyen und ihrer Vorgängerbauten mit zugehörigem Friedhof. Siehe auch: St. Peter und Paul (Soyen) | D-1-7839-0126 |      |
| Soyen (Standort) | Untertägige mittelalterliche und frühneuzeitliche Befunde im Bereich der Katholischen Filialkirche Mariä Himmelfahrt in Kirchreit und ihrer Vorgängerbauten mit zugehörigem Friedhof. Siehe auch: Mariä Himmelfahrt (Kirchreit)    | D-1-7939-0188 |      |
| Soyen (Standort) | Untertägige mittelalterliche und frühneuzeitliche Befunde und Funde im Bereich der Katholischen Pfarrkirche St. Peter in Rieden und ihrer Vorgängerbauten mit zugehörigem Friedhof. Siehe auch: St. Peter (Rieden)                 | D-1-7939-0191 |      |
| Soyen (Standort) | Untertägige mittelalterliche und frühneuzeitliche Teile der Katholischen Filialkirche St. Laurentius in Zell und ihrer Vorgängerbauten. Siehe auch: St. Laurentius (Zell)                                                          | D-1-7939-0195 |      |